# Ptolmaïs
Ptolmaïs est la première épouse du pharaon Nectanébo Ier (Khéperka-Rê) ; elle est la mère du pharaon Téos et du prince Tjahépimou et grand-mère de Nectanébo II.